# Abd al-Malik Sallal
Abd al-Malik Sallal, arab. ‏عبد المالك سلال‎ (ur. 1 sierpnia 1948 w Konstantynie) – algierski polityk, minister w latach 1998-2009 oraz 2010-2012, premier Algierii od 3 września 2012 do 13 marca 2014 i ponownie od 29 kwietnia 2014 do 25 maja 2017.

## Życiorys
Abd al-Malik Sallal urodził się w 1948 w Konstantynie. W 1974 ukończył dyplomację w École Nationale d'Administration w Algierze.
W 1975 rozpoczął pracę jako urzędnik w administracji samorządowej, obejmując stanowisko szefa gabinetu w prowincji Kalima. W roku następnym został doradcą ministra edukacji narodowej, a w 1977 szefem władz lokalnych w Tamanrasset i Arziw. Od 1984 do 1989 pełnił funkcję wali (przedstawiciela władzy centralnej) w prowincjach Bumardas, Adrar, Sidi Bu-l-Abbas, Oran i Al-Aghwat. W latach 1989–1994 pełnił tę samą funkcję w Ministerstwie Spraw Wewnętrznych.
Od 1994 do 1995 zajmował stanowisko dyrektora generalnego ds. zasobów ludzkich w Ministerstwie Spraw Zagranicznych, od 1995 do 1996 stał na czele gabinetu ministra spraw zagranicznych. W latach 1996–1997 był ambasadorem na Węgrzech, w Chorwacji i Słowenii z siedzibą w Budapeszcie.
15 grudnia 1998 wszedł w skład rządu, obejmując urząd ministra spraw wewnętrznych i zbiorowości lokalnych w gabinecie Isma’ila Hamdaniego. 23 grudnia 1999 objął stanowisko ministra młodzieży i sportu w nowym rządzie Ahmeda Benbitoura, które zajmował do 31 maja 2001. W rządzie Alego Benflisa pełnił funkcję ministra robót publicznych (od 31 maja 2001 do 4 czerwca 2002), a następnie od 4 czerwca 2002 do 25 lutego 2004 ministra transportu. W kolejnych rządach Ahmeda Ujahii i Abd al-Aziza Bilkhadama był dwukrotnie ministrem zasobów wodnych, od 19 kwietnia 2004 do 14 lutego 2009 oraz od 28 maja 2010 do 3 września 2012. W 2004 oraz w 2010 pełnił funkcję szefa sztabu wyborczego prezydenta Abd al-Aziza Butifliki w trakcie kampanii przed wyborami prezydenckimi.
3 września 2012, cztery miesiące po wyborach parlamentarnych, prezydent Buteflika mianował go na stanowisko szefa rządu.
13 marca 2014 Sallal zrezygnował ze swojego stanowiska, na jego miejsce został powołany Jusuf al-Jusufi. Po zaprzysiężeniu na czwartą kadencję w urzędzie, prezydent Buteflika 29 kwietnia 2014 ponownie mianował go premierem rządu.
Po wyborach parlamentarnych, 24 maja 2017 prezydent Buteflika desygnował na stanowisko szefa rządu Abd al-Madżida Tabbuna, który następnego dnia objął urząd.